# Aleksandar Nikolic
Aleksandar Nikolic (ur. 4 października 1986 w La Garenne-Colombes) – francuski polityk i samorządowiec, poseł do Parlamentu Europejskiego X kadencji.

## Życiorys
Syn Serba i Portugalki. Ukończył szkołę średnią, zajmował się sprzedażą odzieży. W 2013 zaangażował się w działalność polityczną w ramach Frontu Narodowego, przekształconego w 2018 w Zjednoczenie Narodowe. Pracował w strukturze partii w Nanterre, został jej przewodniczącym na poziomie departamentu. W 2014 został radnym miejskim w Plaisir, a w 2020 w Saint-Rémy-sur-Avre. W 2021 wybrano go do rady Regionu Centralnego-Dolina Loary, objął funkcję przewodniczącego frakcji radnych RN. Również w 2021 został dyrektorem partyjnej młodzieżówki (w miejsce Jordana Bardelli); kierował nią do 2022. W wyborach w 2024 uzyskał mandat deputowanego do Europarlamentu X kadencji.